# Jørgen Hertling
Jørgen Eilschou Hertling (* 15. Januar 1928 in Aasiaat; † 6. Juni 2017 in Hørsholm) war ein grönländisch-dänischer Jurist und Polizeipräsident.

## Leben
Jørgen Hertling wurde 1928 in Aasiaat unter dem Namen Jørgen Eilschou Olsen als Sohn des Dichters und Komponisten Peter Pavia Eigil Nathanael Olsen (1892–1930) und seiner Frau Jørgine Sofie Frederikke Elisabeth Andersen (1892–1950) geboren. Zusammen mit seinem älteren Bruder, dem späteren Politiker Knud Hertling (1925–2010) wurde er 1947 vom dänischen Pastor Svend Hertling (1905–1979) adoptiert. Jørgen Hertling heiratete am 15. Juli 1960 in Nuuk Inger Lund (* 1934), Tochter des Maschinenmeisters Helmuth Lund (1905–1955) und seiner Frau Ellen Margrethe Larsen (1906–1945).
Er besuchte die Metropolitanskolen in Kopenhagen, die er 1949 abschloss. 1956 schloss er ein Jurastudium an der Universität Kopenhagen ab. Er und sein Bruder waren somit 1956 die ersten Grönländer, die das juristische Staatsexamen ablegten. Von 1956 bis 1959 war er Sekretär im Grönlandsministerium. Von 1959 bis 1961 war er Polizeibevollmächtigter in Nuuk, bevor er für zwei Jahre in seinen vorherigen Beruf zurückwechselte. 1963 wurde er zum Polizeimeister Grönlands konstituiert und im Folgejahr offiziell ernannt. 1970 wurde er beurlaubt und im Folgejahr verabschiedet. 1971 zog er nach Dänemark und wurde Grönlandberater der Bank Bikuben. 1973 wurde er Leiter der grönländischen Beratungsstelle Pooq in Kopenhagen. 1982 eröffnete er eine Anwaltskanzlei in Kopenhagen. 1998 wurde er Übersetzer und 2000 wurde er Staatsanwalt. Er starb 2017 im Alter von 89 Jahren nach langer Krankheit in seinem Zuhause in Hørsholm.